# Torneo de Basilea 2014
El Swiss Indoors Basel 2014 es un torneo de tenis que pertenece a la ATP en la categoría de ATP World Tour 500. Se disputó del 20 al 26 de octubre del 2014 sobre moqueta en la ciudad de Basilea, Suiza.

## Distribución de puntos
| Etapa                     | Individuales | Doble |
| ------------------------- | ------------ | ----- |
| Campeón                   | 500          | 500   |
| Finalista                 | 300          | 300   |
| Semifinal                 | 180          | 180   |
| Cuartos de final          | 90           | 90    |
| 2ª ronda                  | 45           | 0     |
| 1ª ronda                  | 0            | –     |
| Clasificados              | 20           | –     |
| 3ª ronda de clasificación | 10           | –     |
| 2ª ronda de clasificación | 0            | –     |
| 1ª ronda de clasificación | 0            | –     |

## Cabezas de serie
| Tenista         | Ranking | N.º |
| Roger Federer   | 2       | 1   |
| Rafael Nadal    | 3       | 2   |
| Stan Wawrinka   | 4       | 3   |
| Milos Raonic    | 9       | 4   |
| Grigor Dimitrov | 10      | 5   |
| Ernests Gulbis  | 13      | 6   |
| David Goffin    | 28      | 7   |
| Ivo Karlović    | 30      | 8   |

- Los cabezas de serie, están basados en el ranking ATP del 13 de octubre de 2014.

### Dobles masculinos
| Tenista                       | Ranking | Preclasificada |
| Ivan Dodig Marcelo Melo       |         | 1              |
| Vasek Pospisil Nenad Zimonjic |         | 2              |
| Lukasz Kubot Robert Lindstedt |         | 3              |
| Rohan Bopanna Daniel Nestor   |         | 4              |

- Los cabezas de serie, están basados en el ranking ATP del 13 de octubre de 2014.

## Campeones

### Individual Masculino
Roger Federer venció a  David Goffin por 6-2, 6-2

### Dobles Masculino
Vasek Pospisil /  Nenad Zimonjić vencieron a  Marin Draganja /  Henri Kontinen por 7-6(13), 1-6, [10-5]